# Publio Cluvio Máximo Paulino
Publio Cluvio Máximo Paulino (en latín: Publius Cluvius Maximus Paullinus; m. c.158) fue un senador romano que vivió en el siglo II, y desarrolló su cursus honorum bajo Trajano, Adriano, y Antonino Pío. Fue cónsul sufecto alrededor del año 142 junto con Tiberio Junio Juliano.

## Carrera política
Una inscripción de Labicum, donde están enterrados Paulino y su hijo Publio Cluvio Máximo, nos proporciona los detalles de su cursus honorum. Comenzó su carrera como miembro de los quattuorviri viarum curandarum, o supervisores de calles y lugares públicos de Roma, uno de los cargos del vigintivirato, primer paso para ingresar en el Senado romano. A continuación, fue nombrado tribuno militar de la Legio V Macedonica, en ese momento estacionada en la ciudad de Troesmis en Moesia Inferior. Luego fue elegido cuestor, cargo que ejerció en la provincia senatorial de Acaya. Una vez completada esta magistratura republicana tradicional, fue inscrito en el Senado y fue después tribuno de la plebe y pretor; Géza Alföldy fecha esta última magistratura en el año 127 a más tardar.
Después de completar su cargo como pretor, a Paulino se le encomendó el importante deber de actuar como mensajero entre Adriano y el Senado, entregando una carta al emperador, que estaba en África en ese momento. El hecho de la ubicación de Adriano nos permite fechar este nombramiento por parte del Senado en el año 128; es el único evento en la vida de Paulino para el que tenemos una fecha firme. A esto siguió su nombramiento como praefectus frumenti dandi, o supervisor del suministro de cereales para Roma; Alföldy asigna este nombramiento al período 128- 131. El siguiente cargo que figura en la inscripción de Labicum es el de sevir equitum Romanorum, o funcionario encargado de la revisión anual de los equites en Roma.
Después de eso, Paulino fue seleccionado dos veces para servir como legatus o asistente de dos gobernadores diferentes: el primero era el gobernador de Acaya y el segundo de Asia. Servir como legatus brindaba una importante oportunidad para que un senador más joven formara un vínculo con un senador mayor e influyente. Werner Eck fecha el primer mandato en Acaya entre 133 y 134, y el segundo en Asia, durante el periodo 134-135; Si las fechas que Eck proporciona son correctas, entonces podría haber sido legatus de Gayo Julio Severo, en Acaya, y de Tito Aurelio Fulvo Boyonio Arrio Antonino, el futuro emperador Antonino Pío, en Asia.
Después de cumplir sus deberes como legatus del gobernador proconsular de Asia, Paulino fue nombrado gobernador de la provincia de Sicilia; Eck fecha esto en el periodo 136-137, Después, Paulino fue enviado como legado a la Legio XIV Gemina, estacionada en Carnuntum en la provincia de Panonia Superior; Alföldy data su servicio desde aproximadamente el año 138 al 141, sucediendo al futuro cónsul Tito Cesernio Estacio. Paulino entonces fue nombrado curator de la via Flaminia; Alföldy fecha su mandato supervisando el mantenimiento de ese camino inmediatamente después de su mando de la legio XIV Gemina, desde el año 141 al 142.
En el año 142 Paulino obtuvo su consulado sufecto. Por otra fuente sabemos que fue nombrado gobernador de Moesia Superior, que Alföldy data del año 145 al 149. Si Ronald Syme está en lo cierto con su cronología, Paulino fue asociado con una asignación problemática de la provincia de Asia. Hacia el año 157 la insaculación otorgó esta provincia tan deseada a Herodes Ático, pero este rechazo el cargo; a continuación se ofreció el puesto a Marco Cornelio Frontón, quien también se vio obligado a declinar el puesto debido a su precaria salud. Paulino aceptó el cargo; sin embargo, murió antes de poder asumir su gobernación.